# Péril sur la Lune
Pour plus de détails, voir Fiche technique et Distribution.
Péril sur la lune (Moontrap) est un film de science-fiction américain réalisé en 1989 par Robert Dyke.

## Synopsis
Lors d’une banale mission en orbite autour de la Lune, deux astronautes américains, découvrent un étrange cocon dans l’épave d’un vaisseau spatial d’origine inconnue flottant à l’abandon dans l’espace.
Il y a aussi le cadavre d’un humain, dont une datation au carbone 14 permettra de certifier qu’il est mort depuis 14 000 ans, bouleversant ainsi quelques-unes des théories concernant notre origine.

## Fiche technique
- Titre : Péril sur la lune
- Titre original : Moontrap
- Réalisation : Robert Dyke
- Scénario : Tex Ragdale
- Musique : Joseph LoDuca
- Photographie : Peter Klein
- Montage : Steven C. Craig et Kevin Tent
- Production : Robert Dyke
- Société de production : Magic Films
- Société de distribution : Les Films Jacques Leitienne (France)
- Pays :  États-Unis
- Genre : Horreur et science-fiction
- Durée : 92 minutes
- Dates de sortie : 
  -  Italie : octobre 1988 (MIFED)
  -  États-Unis : septembre 1989 (vidéo)

## Distribution
- Walter Koenig : Jason Grant
- Bruce Campbell : Ray Tanner
- Leigh Lombardi : Mera
- Robert Kurcz : Koreman
- John J. Saunders : Barnes
- Reavis Graham : Haskell
- Tom Case : George Beck
- Judy Levitt : la jolie officier
- Reuben Yabuku : le pilote
- Mariafae Mytnyk : l'assistante de laboratoire